# Glochidion comitum
Glochidion comitum là một loài thực vật thuộc họ Phyllanthaceae. Đây là loài đặc hữu của Pitcairn. Chúng hiện đang bị đe dọa vì mất môi trường sống.